# Adam und Eva (Dürer)
Adam und Eva ist ein zweiteiliges Gemälde, aber kein Diptychon, von Albrecht Dürer. Die Maße der Ölmalerei auf Kiefernholz betragen je 209 × 81 cm. Ausstellungsort ist das Museo del Prado in Madrid.
Beide Gemälde wurden auf stark konvexen Holzplatten gemalt. Es ist jedes Detail der Haut sichtbar, jedes Äderchen, jedes Fältchen. Die Darstellung ist so präzise, dass selbst beste Reproduktionstechniken nicht das wiedergeben können, was man im Original sieht.

## Beschreibung und Geschichte
Dargestellt sind Adam und Eva. Beide stehen, frontal in Lebensgröße, vor schwarzem Hintergrund auf bräunlichem, steinigen Boden. Ihre Geschlechtsteile sind von tief hängenden Zweigen verdeckt. Die Schlange windet sich rechts neben Eva um einen Ast und überreicht ihr die verbotene Frucht. Datierung und Monogramm befinden sich auf einer Tafel links unterhalb der Scham Evas. Ein zweites Monogramm ist zu Füßen Adams in den Erdboden geritzt. Es handelt sich bei Adam und Eva nicht um wirklichkeitsgetreue Darstellungen, sondern um Idealbildnisse nach der Dürerschen Proportionslehre.
Die 1507 entstandenen Gemälde gehören zur Sammlung des Museo del Prado in Madrid. Über den Auftraggeber ist nichts bekannt. 1516 befanden sich die Tafeln im Besitz eines Breslauer Bischofs. Später gelangten sie in die Sammlung von Kaiser Rudolf II. Während des Dreißigjährigen Krieges fanden die Bilder als Kriegsbeute ihren Weg nach Stockholm. 1654 werden sie von der schwedischen Königin Christina dem spanischen König Philipp IV. geschenkt. Als Werke Dürers wurden sie im 19. Jahrhundert von Johann David Passavant in Spanien wiederentdeckt. Die Tafeln werden als erste autonome Nacktdarstellungen nördlich der Alpen angesehen. Die lebensgroße Darstellung von Adam und Eva findet bei Lucas Cranach d. Ä. und bei Hans Baldung ihre Fortsetzung.

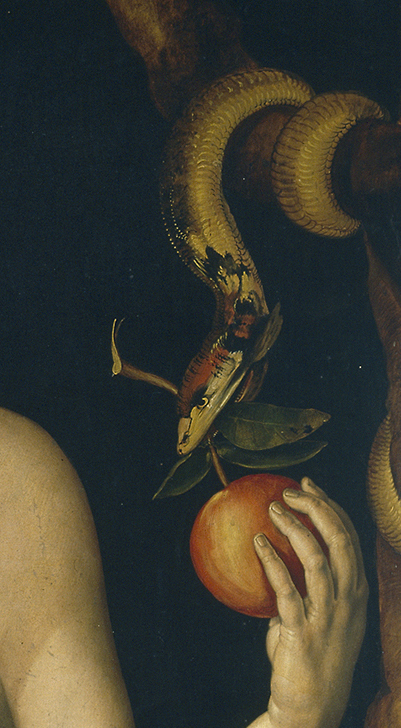
Die Schlange überreicht Eva den Apfel
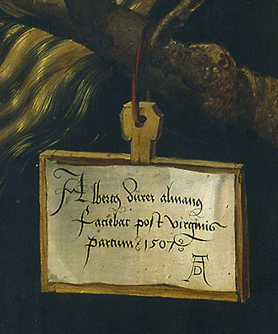
Tafel mit Signatur und Datum
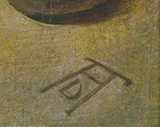
Monogramm zu Füßen Adams

## Vorläufer und Kopien
Dürer hatte eine solche Szene bereits 1504 in einer als Kupferstich verbreiteten Zeichnung dargestellt, dort allerdings mit Wald und Gebirgslandschaft im Hintergrund und Tieren wie Maus, Katze, Hase, Elch, Rind (Ochse), Papagei und Gämse. Eine Kopie der Gemälde aus der Werkstatt Dürers befindet sich im Landesmuseum Mainz (Inv. Nr. 438 a und b). Diese Tafeln hingen bis 1801 im Nürnberger Ratssaal, danach brachten sie Kunstkommissare der französischen Revolutionsarmee nach Paris. Bereits 1803 erhielt sie Mainz als Geschenk im Rahmen des Chaptal-Erlasses.

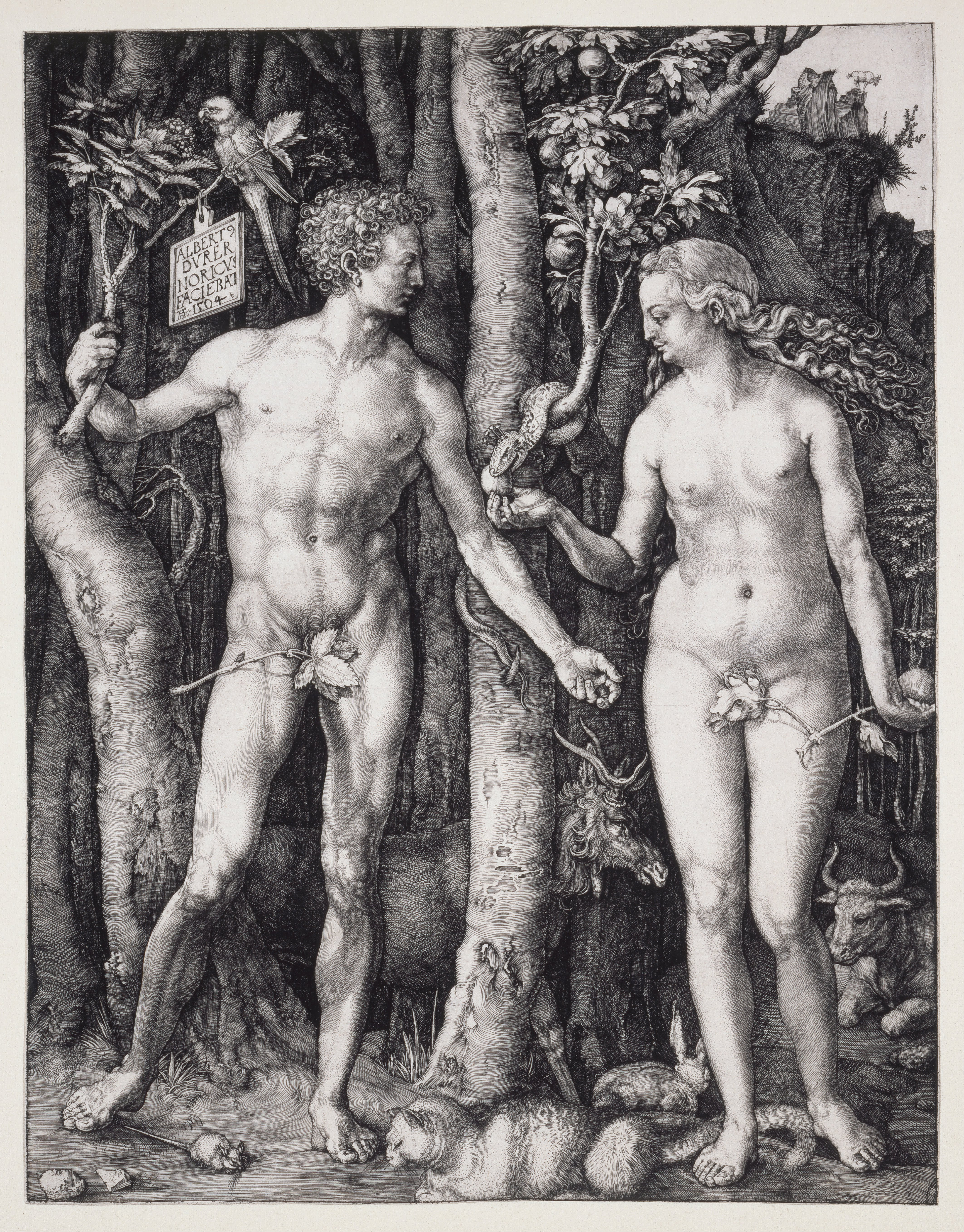
Der Sündenfall. Stich von 1504
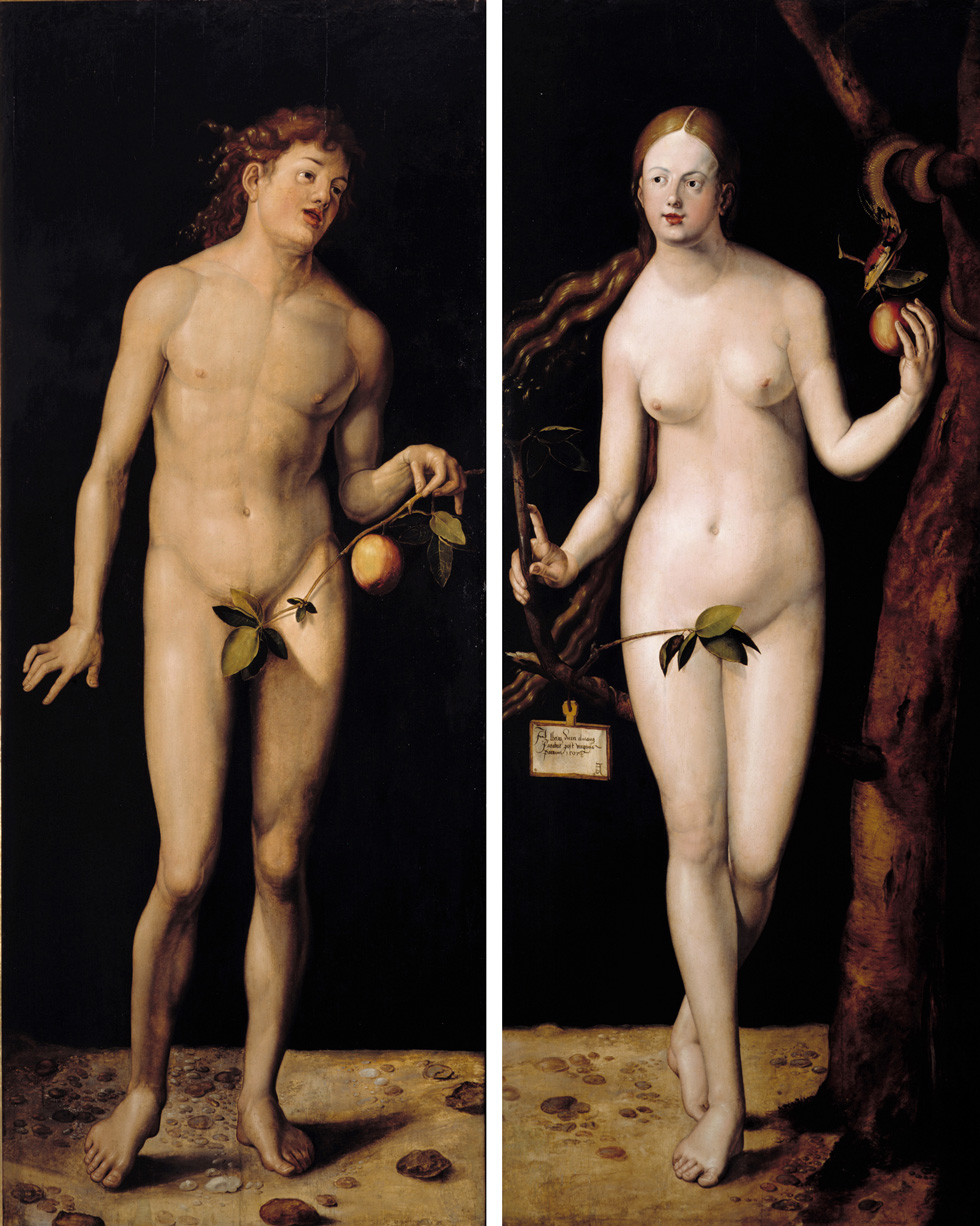
Kopie im Landesmuseum Mainz